# Felipe del Corral
Felipe del Corral fue un escultor, imaginero y cantero español del siglo XVIII. Nacido en Valencia, realizó obras escultóricas para toda España. Su actividad artística se desarrolló en la primera mitad del siglo. Manejó tanto la escultura religiosa como profana, la talla en madera y la escultura en piedra. Trabajó en la decoración del Palacio Real de Madrid, realizando varias de las figuras de los reyes de España que decoran la Plaza de Oriente.

## Obra

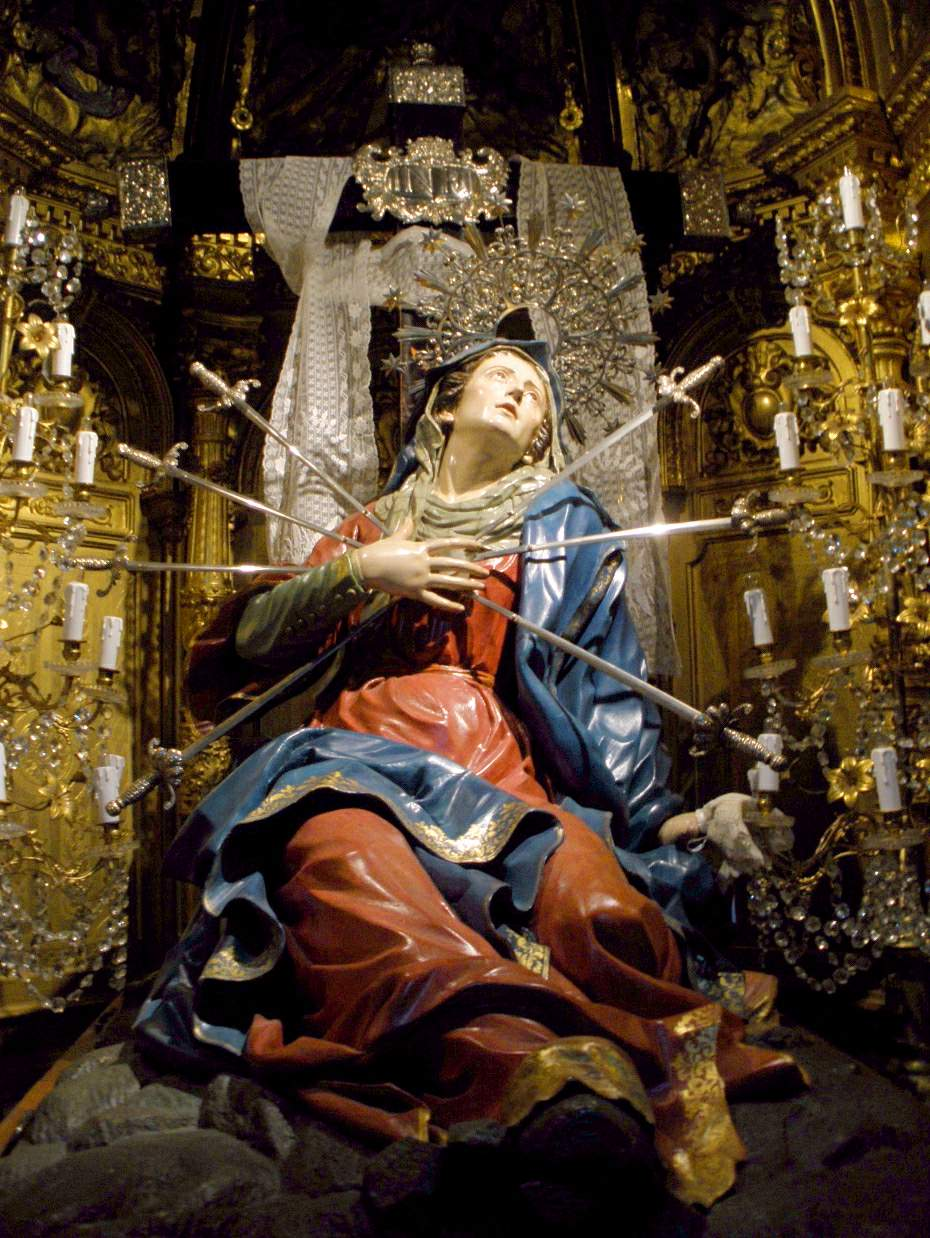
Dolorosa de la Vera Cruz de Salamanca

Del Corral realizó una magnífica imagen tallada en madera de la Virgen de los Dolores para la Cofradía de la Vera Cruz de Salamanca que está documentada hacia 1712. 
Entre sus obras en piedra se pueden destacar las esculturas de San Francisco de Borja, San Juan Bautista, San Luis Bertrán y San Juan el Evangelista de la Iglesia de los Santos Juanes de Valencia, que fueron realizadas en colaboración con el escultor Leonardo Julio Capuz. También son obra de Del Corral las esculturas de los reyes Leovigildo y Alfonso VI de León y Castilla de la plaza de Oriente de Madrid, realizadas entre 1750 y 1753. 

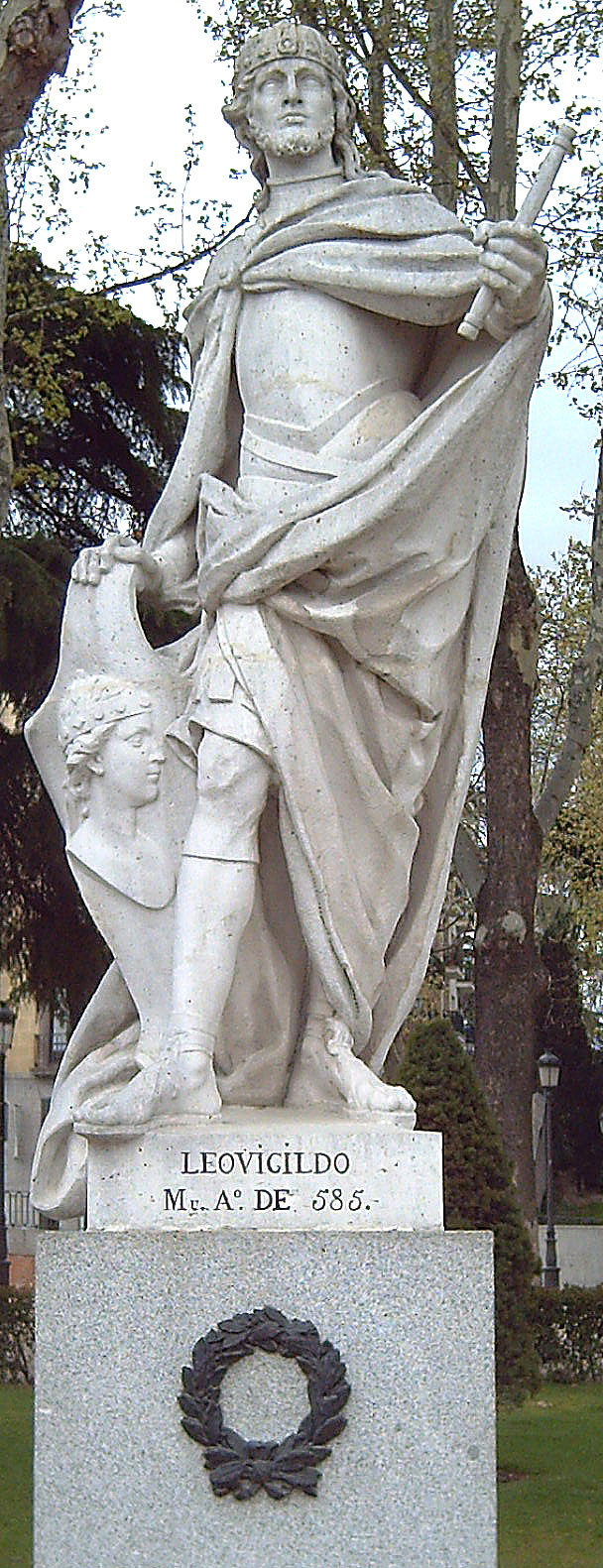
Escultura de Leovigildo frente al Palacio Real de Madrid